# Karl Friedrich Richter
Karl Friedrich Richter (2. ledna 1804 Olomouc – 12. února 1878 Opava) byl rakouský právník a politik německé národnosti z Moravy, během revolučního roku 1848 poslanec Říšského sněmu.

## Biografie
V letech 1815–1820 studoval na gymnáziu v Olomouci, poté v Olomouci a ve Vídni studoval práva, absolvoval v Olomouci v roce 1830. Působil jako zemský advokát. Roku 1849 se uvádí jako Dr. Karl Friedrich Richter, moravsko-slezský zemský advokát v Jihlavě.
Během revolučního roku 1848 se zapojil do veřejného dění. Byl členem velitelského sboru národní gardy v Jihlavě v roce 1848. Orientován byl liberálně, konstitučně, ale odmítající krajní levici. Ve volbách roku 1848 byl zvolen i na ústavodárný Říšský sněm. Zastupoval volební obvod Jihlava-venkov. Tehdy se uváděl coby advokát. Řadil se ke sněmovní pravici.